# زوچیلتس
زوچیلتس (به لهستانی:  Zucielec) یک روستا در لهستان است که در گمینا تژچیاننه واقع شده‌است.